# 龍王うさぎ

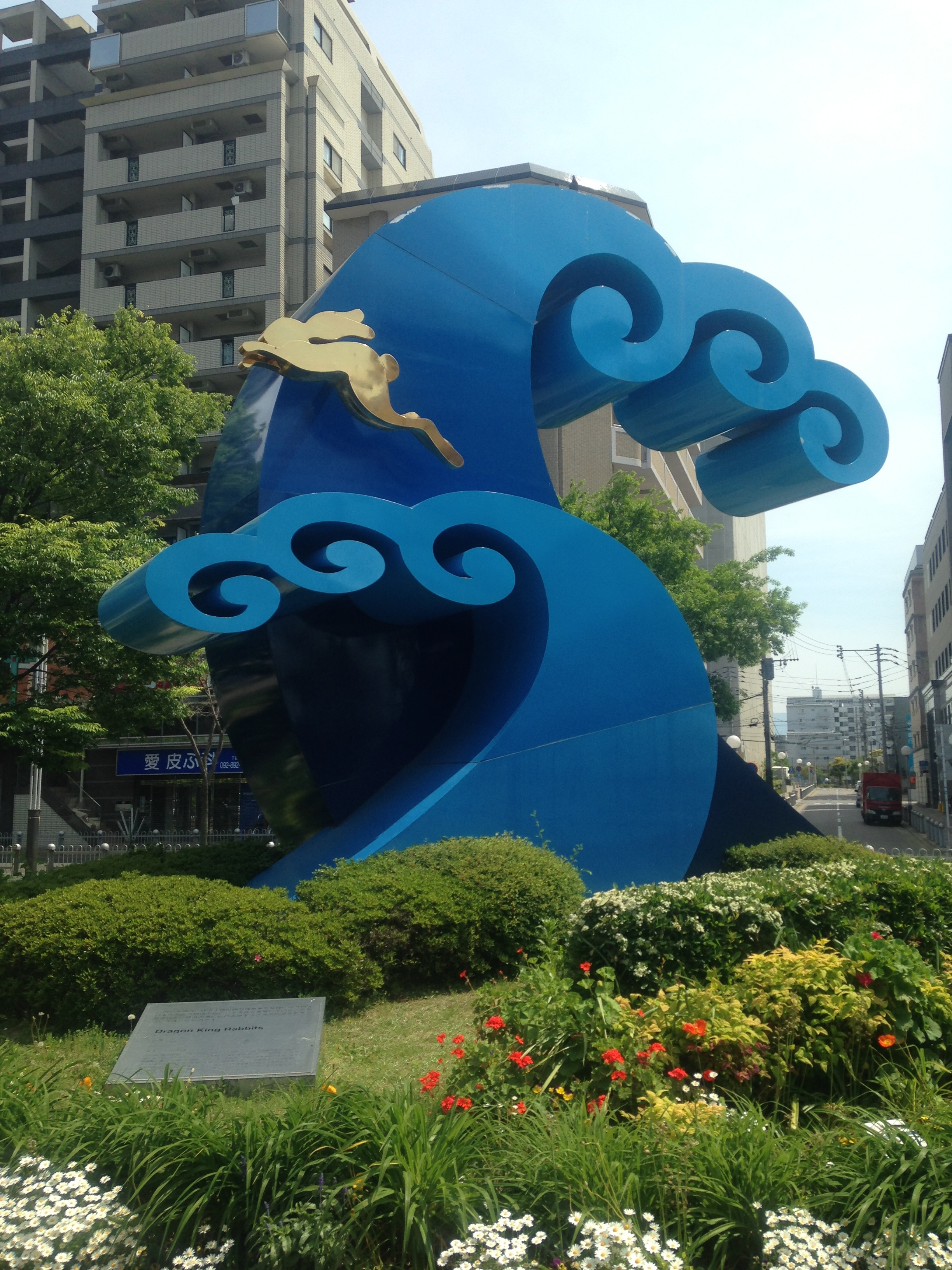
姪浜駅南口のモニュメント

龍王うさぎ（りゅうおううさぎ、英語: Dragon King Rabbit）は福岡県福岡市西区姪浜に伝わる民話。
姪浜駅南口は民話を元にしたモニュメントが2001年（平成13年）に造られた。

## 民話の概要
宋で学問を修めた大応国師は、日本に戻る途中の雪深い山の中で狼に追われていたうさぎを助けて船に乗った。
玄界灘で船が暴風雨に遭い難破しそうになったとき、そのうさきが海に身を躍らせたところ荒波が収まり、大応国師一行は無事に姪浜の港に帰ることができた。空を見上げるとうさぎが金色に光り輝いて、空高く舞い上がり、龍王の姿となって天に消えていった。